# Przemęt
Przemęt (niem. Priment) – wieś (ok. 1311–1797 miasto) w Polsce położona w województwie wielkopolskim, w powiecie wolsztyńskim. Jest siedzibą gminy Przemęt. Miejscowość leży na trasie Szlaku Cysterskiego, nad jeziorami: Przemęckim Dużym i Małym oraz Południowym Kanałem Obry.

## Nazwa
Nazwa wsi wywodzi się od brodu przez bagna (przez męty) lub od staropolskiego imienia Przemęt.
Wieś pierwotnie związana była z Wielkopolską. Istnieje co najmniej od przełomu XII i XIII wieku. Po raz pierwszy wymieniana w archiwalnym, łacińskojęzycznym dokumencie pod nazwą Premut, 1210 w odmianie przymiotnikowej Premontensis, 1241 Przemanth, 1252 Przemiąt, 1281 Przemant, 1296 Premant, 1298 Przementh, 1303 Praementh, Praemanth, 1310 Premanth, 1311 Premunt, 1312 Praemitat, 1395 Przemant, 1406 Przemanth, Przemaxat, 1422 Przemunt, Przemunth, 1424 Maior Przemanth, 1425 Przemøth, 1426 Primit, 1427 Przemeth, 1458 Przemathi, 1466 Przemath, 1467 Przemąth, 1475 Przyemit, 1479 Przyeminth, 1479 Przement, 1501 Przementh, 1513 Przementz.

## Historia
Okolice miejscowości były jednak zasiedlone wcześniej niż odnotowują to historyczne, archiwalne zapisy. Archeolodzy odnaleźli w miejscowości ślady osady na obszarze Przedmieścia (Świętopietrza), użytkowanej do XIII-XIV wieku, a także na tyłach posesji zachodniej pierzei rynku wcześniejszego grodziska wklęsłego użytkowanego w IX-X wieku i potem w XI–XII wieku wraz ze śladami prac niwelacyjnych w późnym średniowieczu oraz czasach nowożytnych. Ślady kultury łużyckiej pochodzą z około XII wiek p.n.e. Na rynku w pobliżu kościoła św. Andrzeja odnaleziono ślady nieprzerwanego osadnictwa od neolitu młodszej epoki kamiennej ciągnące się aż po czasy nowożytne. Na obszarze miasta odnaleziono liczne znaleziska fragmentów naczyń z XIII-XIV wieku, a także skarb srebrny ukryty po połowic XI wieku.
Przemęcki zespół osadniczy składał się w średniowieczu z kilku członów: grodu, otwartej osady przygrodowej oraz otwartej osady wokół kościoła św. Piotra nazywanej Świętopietrze. W przeszłości była to jedna z najstarszych osad na pograniczu wielkopolsko-śląskim. W XI wieku wybudowano gród piastowski. Przemęt był ważnym ośrodkiem, wzmiankowanym po raz pierwszy jako gród kasztelański w 1210 roku. Odnotowana na przełomie XII i XIII wieku kiedy pani Wyszesława z synem Władysławem Odonicem nadali opactwu benedyktynów w Lubiniu jako uposażenie wieś NMP w Przemęcie wraz z 8 wołami oraz dwoma końmi do bronowania
Przemęt był miejscowością czołową opola przemęckiego reliktem przedpaństwowej wspólnoty rodowo-terytorialnej, które stało się w późniejszym okresie administracyjnym podokręgiem kasztelanii. Opole w Przemęcie odnotowane zostało w 1242 w dokumencie wystawionym przez kancelarię księcia wielkopolskiego Przemysła I, który postanowił, aby wszystkie wsie stanowiące uposażenie klasztoru w Lubiniu stanowiły od tej pory jedno opole zwalniając je jednocześnie od podległości wobec dotychczas właściwych im opoli, a w tym m.in. opola przemęckiego.
W 1210 Władysław Odonic książę wielkopolski oraz kaliski nadał Przemęt oraz okoliczne wsie cystersom z Pforty w Turyngii, dla których zaczął już budować klasztor w kasztelanii (łac."provintia") przemęckiej. Jako uposażenie nadał im następujące dobra: "miejsce zwane Wierzchuje z okolicznymi jeziorami i lasami aż do granic Głogowa" (tzn. do granicy z Dolnym Śląskiem), a także wsie: Dominice z Kołami, Bukowiec Wielki, Bukowiec Mały z Rozwarowem, Mochy z Ptowem, Radomierz z Górskiem i Osłoninem, Siekowo z Kluczewem, Przyczyna Górna, Księginki w kasztelanii śremskiej, Zirsnici za Rudą (identyfikowane przez historyków jako Dzietrzniki w ziemi wieluńskiej). Książę Władysław wydał także zezwolenie na założenie jednego lub dwóch nowych targów (łac. villas forenses) pozwalając osadzać w lasach Niemców na prawie niemieckim. Nadanym dobrom książę nadał pełny immunitet sądowy oraz ekonomiczny. Fundacja ta jednak nie została praktycznie zrealizowana i pozostała tylko na papierze.
Od XIII wieku Przemęt był siedzibą kasztelanii. Źródła historyczne odnotowują imiennie kasztelanów przemęckich: 1244 Przedpełk, 1245 Wojciech, w latach 1257-1261 Beniamin Zaremba, 1265 Ciechosław, 1277-1281 Bodzęta, 1326 Wincenty z Szamotuł herbu Nałęcz, 1355-1362 Bodzęta, 1370-1372 Przybysław z Gryżyny, 1386 Mikołaj, 1388 Jan z Jezierzyc, 1393-1406 Sędziwój Gałązka z Gulczewa, 1408-1413 Dobrogost z Mrowińca, 1427-1467 Rafał Leszczyński, ok. 1470 Jan z Będlewa, 1473-1478 Maciej Prądzyński, 1487-1502 Jan Bniński ze Śmigla, 1507-1526 Hieronim Rozdrażewski, 1527-1532 Sędziwój Czarnkowski, 1534-1543 Stanisław Łaski, 1543-1560 Rafał Leszczyński.
Do 1233 Przemęt należał do dzielnicy wielkopolskiej. W latach 1233–1241 dostał się pod rządy książąt śląskich, Henryka Brodatego oraz Henryka Pobożnego. Po śmierci tego ostatniego w bitwie pod Legnicą w 1241 miejscowość wraz z częścią Wielkopolski zagarniętej przez władców śląskich odzyskali książęta wielkopolscy. W 1241 rycerstwo wielkopolskie zbuntowane przeciwko księciu śląskiemu Bolesławowi Rogatce zająło gród Przemęt i oddało go książętom Przemysłowi II oraz Bolesławowi Pobożnemu. W 1247 Bolesław Pobożny otrzymał w działach z bratem Przemysłem ziemię kaliską od rzeki Prosny aż do Przemętu, wraz z grodem Przemęt. W 1296 przy podziale Wielkopolski jaki nastąpił po śmierci króla polskiego Przemysła II Przemęt wraz z ziemiami na południe od Obry przypadł księciu wielkopolskiemu i głogowskiemu Henrykowi III. Między 1261 i 1312 istniał powiat (districtus) przemęcki. W 1312 książęta głogowscy i wielkopolscy Henryk, Jan, Przemek oraz Konrad i Bolesław podzielili swoje posiadłości: Henryk, Jan i Przemek otrzymali księstwo poznańskie i żagańskie, w tym m.in. Przemęt wraz z dystryktem. Miejscowość pozostała pod rządami książąt głogowskich aż do 1343, kiedy to okolicę tę zajęły wojska króla polskiego Kazimierza Wielkiego.
Historyk Edmund Callier wskazuje, że Przemęt był miastem już około 1140 roku. W drugiej połowie XIV wieku Przemęt był miastem królewskim i należał do królów polskich. W 1395 roku król polski Władysław II Jagiełło dał gród oraz miasto Przemęt wraz z wsiami Błotnica, Radomierz, Sączkowo oraz folwark Zaborów Andrzejowi, Przybysławowi, Maćkowi, Janowi i Wyszakowi Gryżyńskim braciom z Gryżyny pod zastaw 600 grzywien, jakie winien im był kasztelan poznański Domarat z Iwna, Międzychodu, Pierzchna. Domarat w zamian dał królowi 200 grzywien, a resztę król darował mu za wierne służby. Wcześniej te same dobra posiadał Bartosz Wezenborg. W 1406 tenutariuszem królewskiego miasta Przemęt był Przybysław Gryżyński. W tym roku król polski Władysław Jagiełło nadał miastu prawo magdeburskie
3 lipca 1408 roku kiedy w obliczu wojny z Krzyżakami nie było widoków na rychły wykup zastawu, król polski Władysław Jagiełło zezwolił cystersom z Wielenia wykupić od braci Andrzeja i Przybysława Gryżyńskich zastawione im za 600 grzywien miasto Przemęt wraz z przedmieściem św. Piotra oraz wsiami Radomierzem, Błotnicą i Sączkowem. W 1409 król nadał cystersom te dobra na własność, obdarzając takimi przywilejami, jakimi cieszyły się inne dobra kasztelańskie zezwalając jednocześnie na przeniesienie siedziby klasztoru z Wielenia do Przemętu. W 1410 nadanie to zatwierdził papież Jan XXIII. Zakonnicy pozostali w Przemęcie do 1805 roku. W czasie wojny trzynastoletniej Przemęt wystawił w 1458 2 pieszych na odsiecz oblężonej polskiej załogi Zamku w Malborku.
W 1411 imiennie odnotowany został burmistrz Jan Borek oraz rajcy miejscy Kunad, Niczek, Stanek Sadowicz, Marcin Kostrzewa, ławnicy Filip Bogusławowicz, Jan Filipowicz, Stach Lagwicz, Adam Kobylicz, Klemens Wyszkowicz, Jan Budich, Janusz Wolhen. W 1422 burmistrzem był również Jan Borek, rajcami Stanisław sołtys, Stefan Jargos, Stanek i Leszek. W latach 1427–1428 burmistrzem był Adam. W 1438 odnotowany został burmistrz Mikołaj Kaj oraz rajca Bernard. W 1467 burmistrz Nikel Prewsil, a rajcami byli Maciej Kiczek, Cussin Marcin, Jan Milon, Woito Paluch, wójt Tomasz, ławnikami natomiast Jan garncarz, Andrzej Skopek, Wojciech kowal, Mikołaj Stanowicz, Bernard Trnal, Jakub Borek.
W 1422 odnotowano w mieście istnienie jatek rzeźniczych, chlebowych oraz szewskich. W 1426 w miejscowości odnotowano most, groble oraz drogi. W mieście istniała także wówczas szkoła. W 1422 odnotowany został Piotr Włost jej rektor. Na dokumencie z 1467 zachował się najstarszy odcisk pieczęci miejskiej przedstawiający św. Andrzeja. W 1513 król polski Zygmunt I Stary ustanowił komory i strażnice celne w Wielkopolsce, a w tym m.in. strażnicę w Przemęcie. W 1533 król Zygmunt Stary ustanowił w Przemęcie jarmarki w dni św. Idziego przypadające 1 września oraz św. Andrzeja 30 listopada, a także targ tygodniowy w każdy wtorek. W 1545 król Zygmunt potwierdził także nadanie prawa miejskiego z roku 1406.
Miejscowość odnotowały historyczne rejestry podatkowe. W 1510 w mieście było 8 i 3/4 łana. W 1530 pobrano podatki tylko od 5 łanów ponieważ zbiory na pozostałych łanach zostały wybite przez grad. W 1563 miał miejsce pobór od 14,5 łana, 15 rzemieślników, hultaja. W 1566 pobór odbył się z przedmieścia o nazwie Świętopietrze: od 2 zagrodników, 2 chałupników zwanych wówczas kucznikami. W 1571 pobrano podatki z przedmieścia Świętopietrze: od 11,5 łana, 8 rzemieślników, rybaka, 4 zagrodników. W 1580 pobór odbył się z Przemętu wraz ze Świętopietrzem od 7 łanów, 2 zagrodników, 2 komorników, 4 ratajów, czyli najemnych pracowników od pługa oraz od 8 rzemieślników.
W 1656 w czasie potopu szwedzkiego miasto zostało zniszczone, podobnie jak i w czasie wojen w latach 1702–1710 i 1756–1763. W tym okresie działał tutaj kompozytor polski Benedykt Cichoszewski.
Przemęt uzyskał lokację miejską przed 1299 rokiem, zdegradowany 1 czerwca 1797 roku. Prywatne miasto duchowne, własność opata cystersów w Przemęcie pod koniec XVI wieku leżało w powiecie kościańskim województwa poznańskiego w Rzeczypospolitej Obojga Narodów.
W wyniku II rozbioru Rzeczypospolitej w 1793, miejscowość przeszła w posiadanie Prus i jak cała Wielkopolska znalazła się w zaborze pruskim. Z powodu słabego rozwoju 1 czerwca 1797 roku Przemęt utracił prawa miejskie. Klasztor skasowano w 1805 roku. Po rozbiorach dobra cysterskie skonfiskował rząd pruski i sprzedał marszałkowi dworu, hrabiemu von Keyserlink. W okresie Wielkiego Księstwa Poznańskiego (1815–1848) miejscowość wzmiankowana jako Przemęt należała do wsi większych w ówczesnym powiecie babimojskim rejencji poznańskiej. Przemęt należał do kaszczorskiego okręgu policyjnego tego powiatu i stanowił część majątku Kaszczor, który należał wówczas do rządu Królestwa Prus w Berlinie. Według spisu urzędowego z 1837 roku Przemęt liczył 272 mieszkańców, którzy zamieszkiwali 38 dymów (domostw). Pod koniec XIX wieku Przemęt, nadal w powiecie babimojskim liczył 38 domostw i 453 mieszkańców. We wsi istniała wtedy m.in. parafia, poczta i gorzelnia.
Okolica zachowała polski charakter, a okoliczni gospodarze 18 maja 1866 roku powołali jedno z najstarszych w Wielkopolsce kółek rolniczych.
Po I wojnie światowej Przemęt znalazł się w Polsce. Od 1975 jest siedzibą gminy.
W latach 1975–1998 miejscowość administracyjnie należała do województwa leszczyńskiego.

## Zabytki
Zabytkowymi obiektami w Przemęcie jest założenie urbanistyczne z XIII-XIX wieku oraz obiekty sakralne:
- cysterski zespół klasztorny z XVII wieku, w którego skład wchodzi kościół pw. św. Jana Chrzciciela z bogatym wyposażeniem. Poza kościołem ochronie podlegają również budynki klasztorne, ogród – dawny wirydarz i lipowa aleja
- kościół parafialny pw. śś. Apostołów Piotra i Pawła z poł. XVII wieku ze starszymi fragmentami i rokokowym wyposażeniem wnętrza
- kościół cmentarny pw. św. Andrzeja z pocz. XIX wieku

## Turystyka
Przemęt znajduje się na skraju Przemęckiego Parku Krajobrazowego. Wieś jest ważnym ośrodkiem turystyki wodnej: w Przemęcie rozpoczyna i kończy się kajakowy Szlak Konwaliowy.
Przez miejscowość przebiega również Szlak Cysterski oraz pieszy szlak czarny Olejnica – Perkowo – Przemęt – Błotnica.

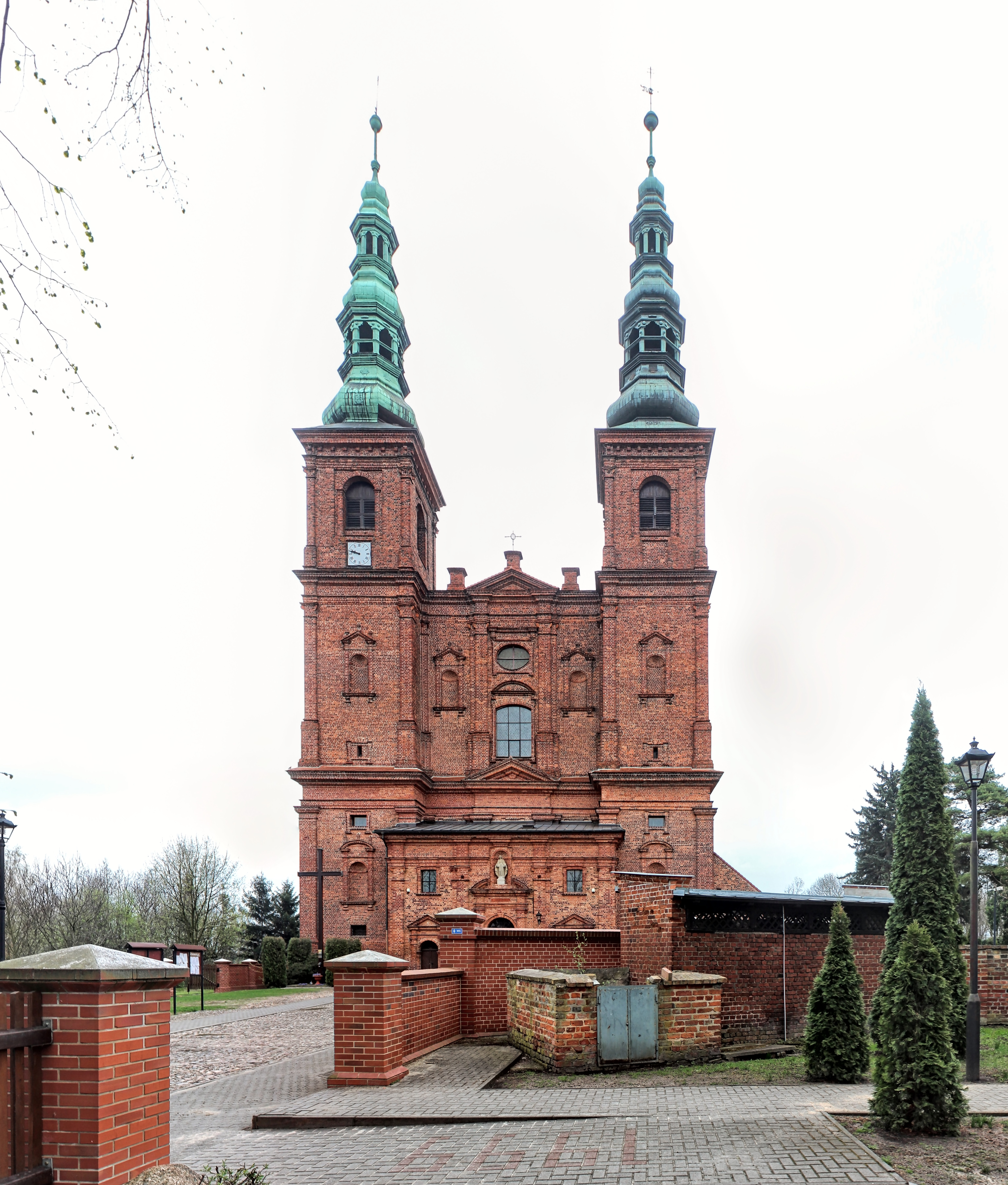
Kościół św. Jana
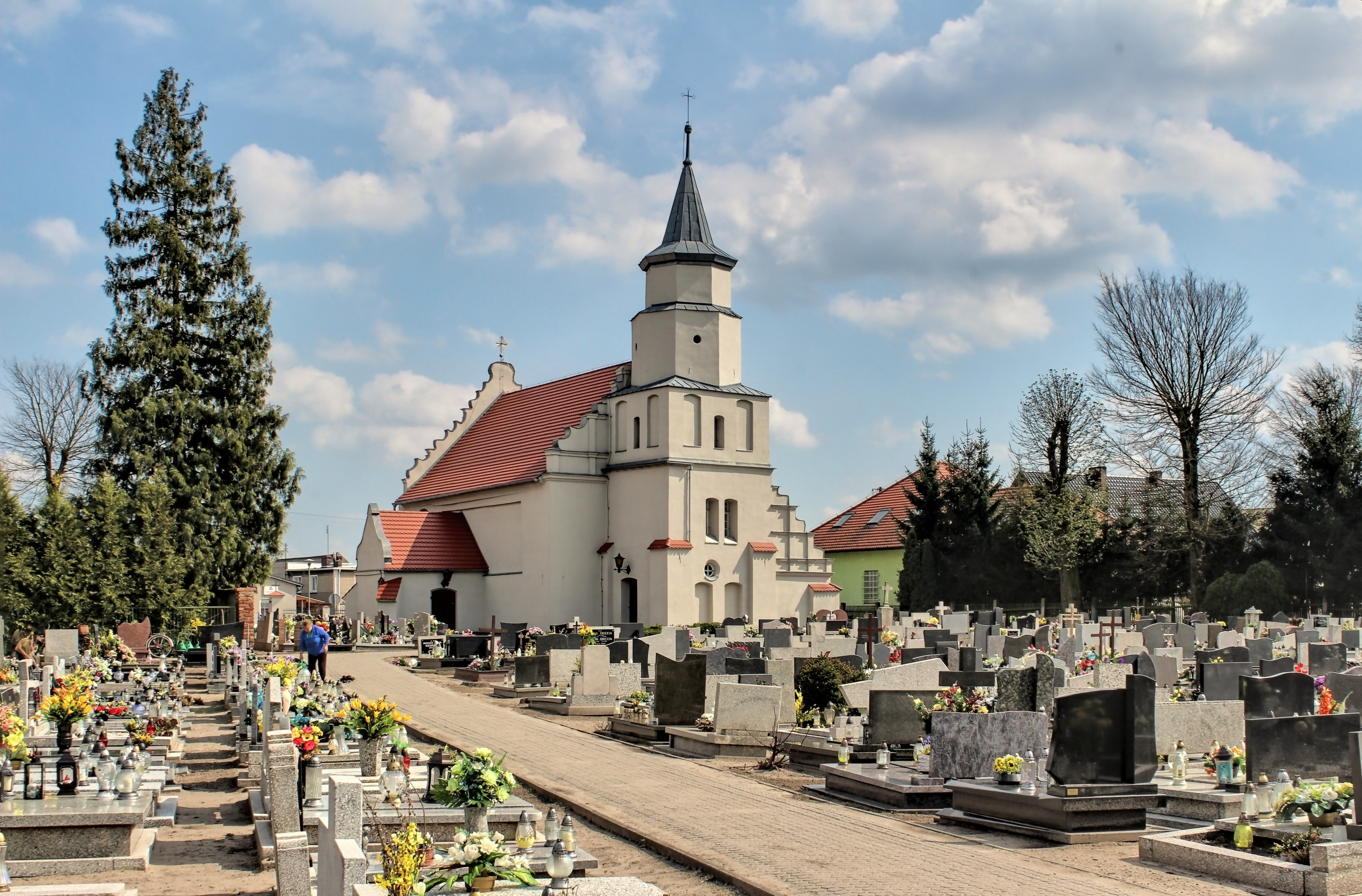
Kościół św. Piotra i Pawła
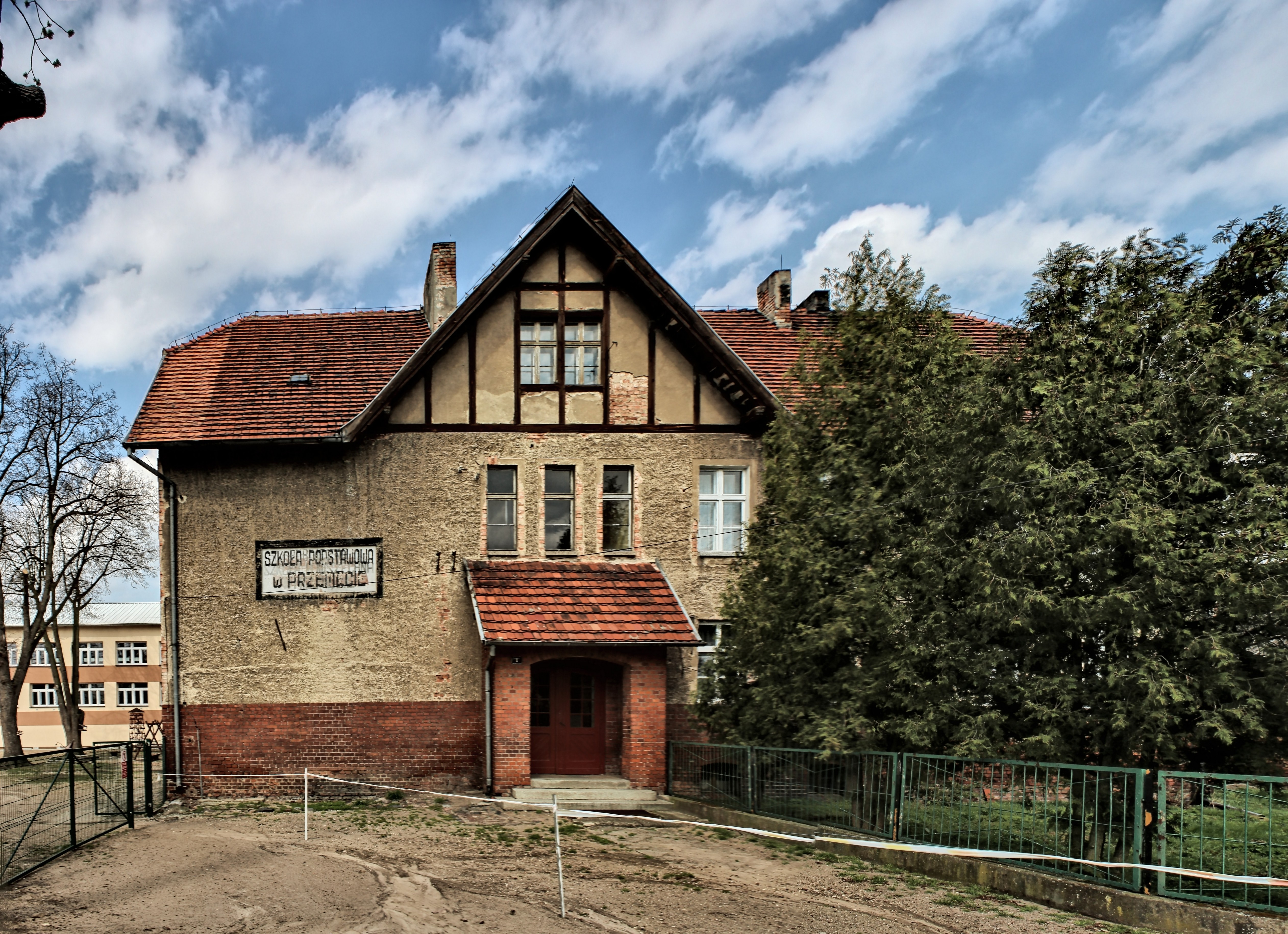
Szkoła Podstawowa
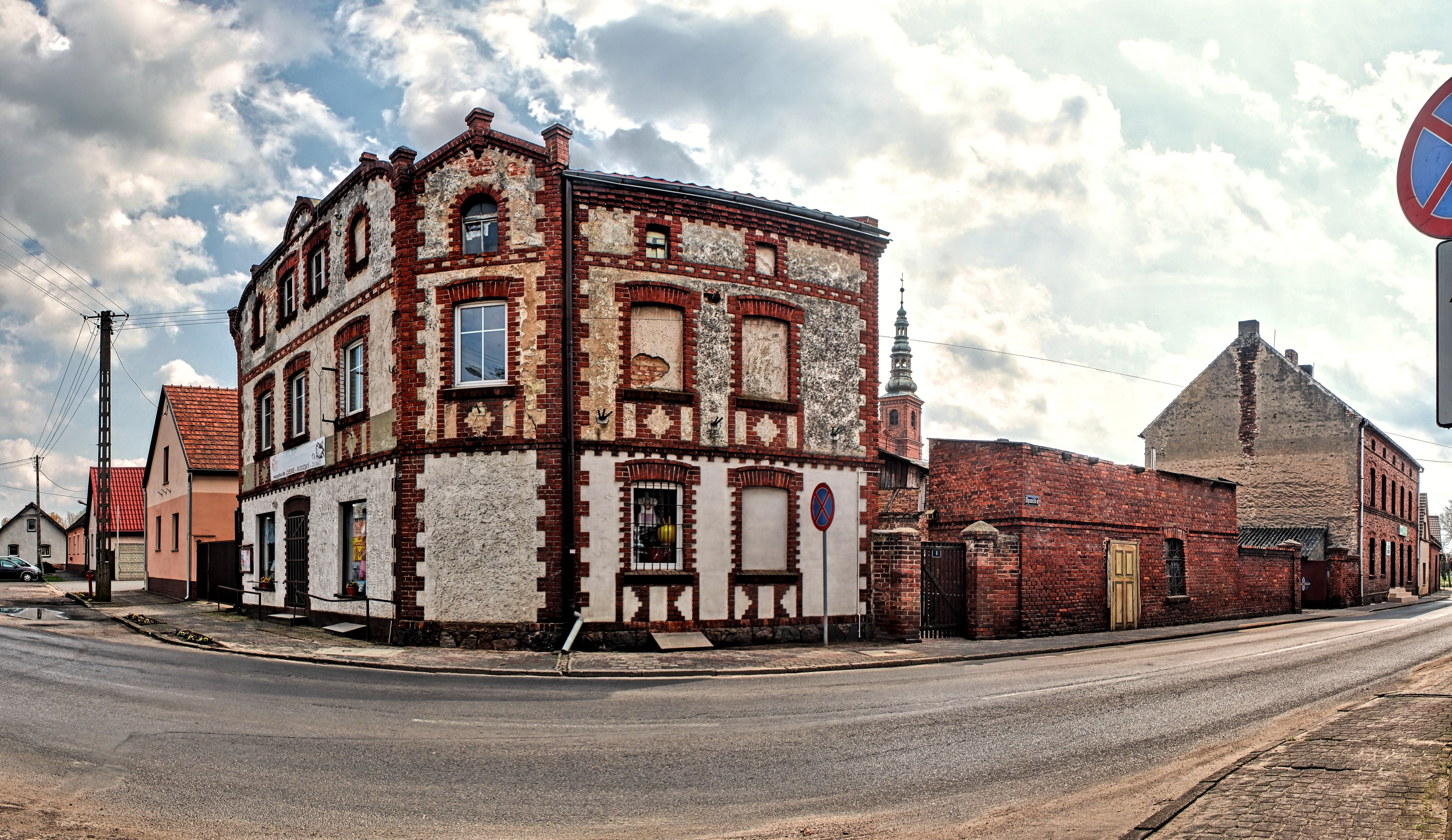
ul. Opacka
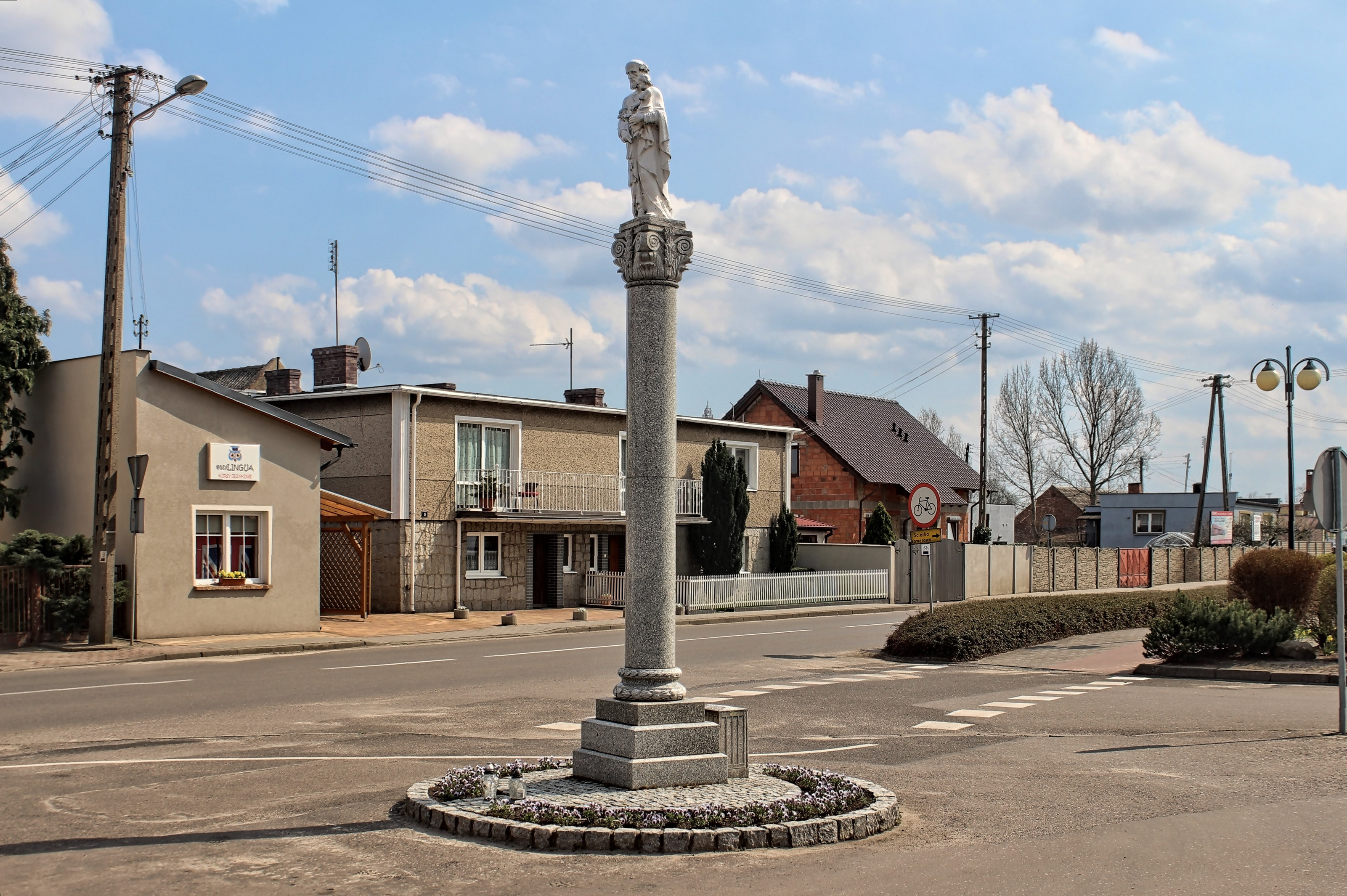
ul. Jagiellońska
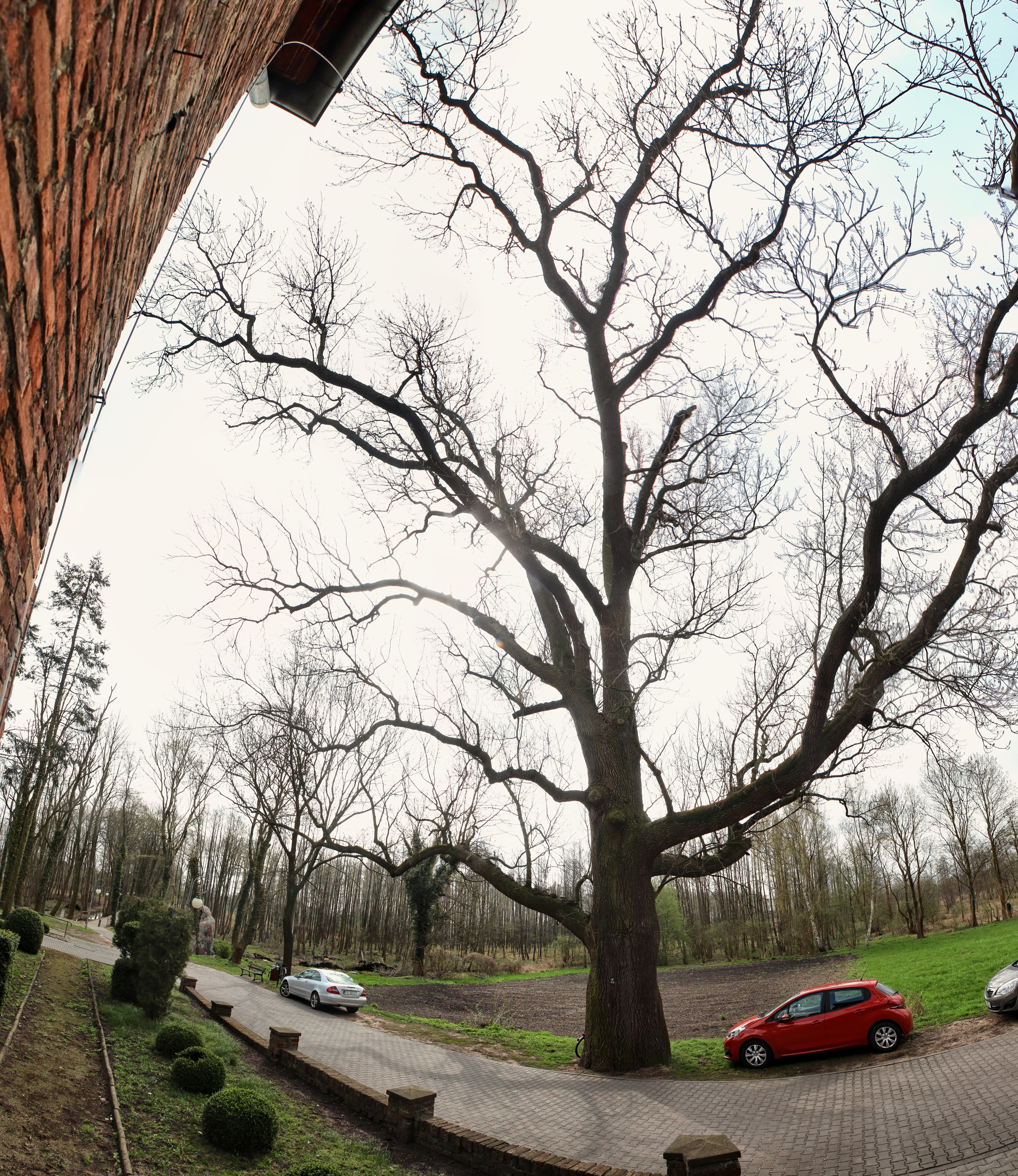
Pomnikowy jesion, ul. Klasztorna
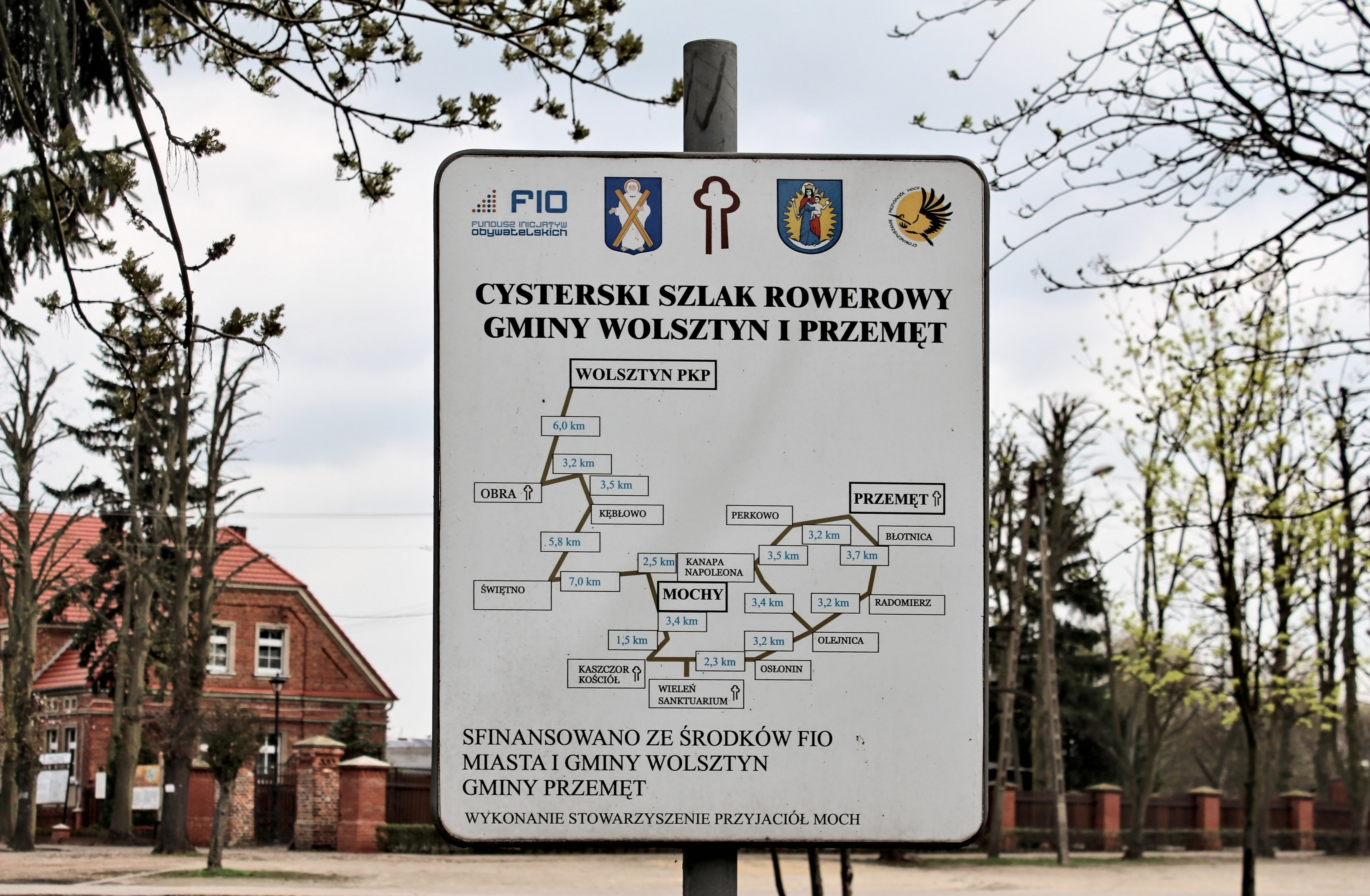
Cysterski Szlak Rowerowy